# 梅蘭芳 (電影)
《梅蘭芳》（英語：Forever Enthralled），陆港合拍電影，開鏡於2007年，首影於2008年12月4日，電影導演是中國大陸導演陳凱歌，男女主角分別是黎明和章子怡，演員包括余少群、孫紅雷、安藤政信、英達、陳紅、王學圻等。電影老闆是英皇集團的楊受成，这部电影有可能是陈凯歌至《无极》后翻身之作。

## 故事简介
揉合故事、歷史與虛構，以虛實交錯的敘述方式，記述一代京劇名人梅蘭芳的藝術及感情生平，本片分为3个部分，共2个小时左右。
电影《梅兰芳》主要由三个部分组成：少年成名的梅兰芳和前辈十三燕之间的恩怨；中年梅兰芳和孟小冬的感情纠葛；抗战时期梅兰芳的种种际遇。
以梅紹武原著的傳記文學《我的父親梅蘭芳》為基礎，進行改編。
作曲趙季平指揮中國愛樂樂團配樂，梅葆玖、王珮瑜、張克配唱。
邱如白、十三燕、田中隆一等幾個主要人物是虛構的。邱如白是“梅党”众多人物的综合表现。十三燕则部分取材自譚鑫培生平。

## 角色表
| 演員     | 角色                 | 粵語配音 | 原型   |
| 黎 明    | 梅兰芳（中年）       | 蘇強文   |        |
| 章子怡   | 孟小冬               | 劉惠雲   |        |
| 孙红雷   | 邱如白（虛構人物）   | 葉振聲   | 齊如山 |
| 陈 红    | 福芝芳               | 陸惠玲   |        |
| 王学圻   | 十三燕（虛構人物）   | 招世亮   | 譚鑫培 |
| 英 达    | 冯子光               | 李錦綸   | 冯耿光 |
| 余少群   | 梅兰芳（青年）       | 張裕東   |        |
| 安藤政信 | 田中隆一（虛構人物） | 麥皓豐   |        |
| 潘粤明   | 朱慧芳（朱蕙芳）     |          |        |
| 吴 刚    | 费二爷               | 劉昭文   |        |
| 李洪涛   | 大 伯                |          |        |
| 张少华   | 梅府宋妈             |          |        |
| 石小满   | 马 三                | 朱子聰   |        |
| 钱 波    | 钱记者               |          |        |
| 毕彦君   | 梅雨田               |          |        |
| 李明臣   | 老 宋                |          |        |
| 柳景溪   | 梅兰芳祖母           |          |        |
| 李 滨    | 邱 母                |          |        |
| 陈 强    | 吉祥王老板           |          |        |
| 六平直政 | 古野中将             |          |        |

## 獲獎／提名
| 頒獎典禮               | 獎項           | 得獎者     | 結果 |
| 第46屆金馬獎           | 最佳男配角     | 王學圻     | 獲獎 |
| 第46屆金馬獎           | 最佳新演員     | 余少群     | 獲獎 |
| 第46屆金馬獎           | 最佳女配角     | 章子怡     | 提名 |
| 第46屆金馬獎           | 最佳服裝設計   | 陳同勛     | 提名 |
| 第27届中国电影金鸡奖   | 最佳故事片     | 《梅蘭芳》 | 獲獎 |
| 第27届中国电影金鸡奖   | 最佳男配角     | 王學圻     | 獲獎 |
| 第27届中国电影金鸡奖   | 最佳女主角     | 章子怡     | 提名 |
| 第27届中国电影金鸡奖   | 最佳男配角     | 孫紅雷     | 提名 |
| 第27届中国电影金鸡奖   | 最佳導演       | 陳凱歌     | 提名 |
| 第27届中国电影金鸡奖   | 最佳美術       | 柳青       | 提名 |
| 第27届中国电影金鸡奖   | 最佳錄音       | 王丹戎     | 提名 |
| 第27届中国电影金鸡奖   | 最佳音樂       | 趙季平     | 提名 |
| 第13届中国电影华表奖   | 優秀故事片     | 《梅蘭芳》 | 獲獎 |
| 第13届中国电影华表奖   | 優秀導演       | 陳凱歌     | 獲獎 |
| 第13届中国电影华表奖   | 優秀女演員     | 章子怡     | 獲獎 |
| 第13届中国电影华表奖   | 優秀新人男演員 | 余少群     | 獲獎 |
| 第13届中国电影华表奖   | 優秀電影技術   | 《梅蘭芳》 | 獲獎 |
| 第28屆香港電影金像獎   | 最佳亞洲電影   | 《梅蘭芳》 | 提名 |
| 第3屆亞洲電影大獎      | 最佳電影       | 《梅蘭芳》 | 提名 |
| 第3屆亞洲電影大獎      | 最佳新演員     | 余少群     | 獲獎 |
| 第3屆亞洲電影大獎      | 最佳男配角     | 王學圻     | 提名 |
| 第16屆北京大學生電影節 | 最佳影片       | 《梅蘭芳》 | 獲獎 |
| 第16屆北京大學生電影節 | 最佳新人       | 余少群     | 獲獎 |
| 第59屆柏林國際電影節   | 金熊獎         | 《梅蘭芳》 | 提名 |

## 書籍
| 年份   | 書名               | 作者   | 出版社         | ISBN               |
| 2011年 | 《我的父親梅蘭芳》 | 梅紹武 | 文化藝術出版社 | ISBN 9787503949067 |

## 電影歌曲
| 曲別   | 曲名           | 演唱者      | 作曲   | 作詞 |
| 主題曲 | 《是我》       | 黎明        | 雷頌德 | 姚謙 |
| 插曲   | 《你懂我的愛》 | 黎明/章子怡 | 雷頌德 | 姚謙 |

## 軼事
香港演員鍾欣潼原本在電影中演出青年版的福芝芳，但由於在電影製作並等待上映的途中，鍾欣潼捲入了轟動娛樂圈的「不雅照事件」，最終她的戲份全部遭到刪除。其後鍾欣潼在接受無綫生活台《志雲飯局》訪問時透露，劇組在決定刪除她的戲份前，她並沒有完成全部的拍攝，只有拍攝其中一部分。在事隔多年後，鍾欣潼作為參賽演員，出演了本作導演陳凱歌有份作為導師的真人秀綜藝節目《演员请就位》。

## 外部連結
- 《梅兰芳》官方网页（简体中文）
- 《梅兰芳》新浪主题網頁（页面存档备份，存于）（简体中文）
- 《梅兰芳》搜狐主题网页（页面存档备份，存于）（简体中文）
- 电影《梅兰芳》剧情梗概（页面存档备份，存于）（简体中文）
- Yahoo奇摩電影上《梅蘭芳》的資料（繁體中文）
- 開眼電影網上《梅蘭芳》的資料（繁體中文）
- 香港影庫上《梅蘭芳》的資料（繁體中文）
- 时光网上《梅蘭芳》的資料（简体中文）
- 豆瓣电影上《梅蘭芳》的資料 （简体中文）
- 互联网电影数据库（IMDb）上《梅蘭芳》的资料（英文）